# وينستون مارشال
وينستون مارشال (بالإنجليزية: Winston Marshall) هو موسيقي بريطاني، ولد في 7 ديسمبر 1988 في واندزوورث في المملكة المتحدة.

## وصلات خارجية
- وينستون مارشال على موقع IMDb (الإنجليزية)
- وينستون مارشال على موقع ميوزك برينز (الإنجليزية)
- وينستون مارشال على موقع ديسكوغز (الإنجليزية)
- وينستون مارشال على موقع قاعدة بيانات الفيلم (الإنجليزية)